# Нејтан Бедфорд Форест
Нејтан Бедфорд Форест (енгл. Nathan Bedford Forrest; Чапел Хил, 13. јул 1821 — Мемфис, 29. октобар 1877) био је генерал-лајтнант у војсци Конфедерације током Америчког грађанског рата.

## Биографија
Рођен је у сиромашној породици.Био је командант коњице и војни командант у рату, Форест је један од најнеобичнијих људи у Америчком грађанском рату. Мање образован него многи од његових колега официра, Нејтан Бедфорд је скупио богатство пре рата као инвеститор у некретнине и трговац робљем. Био је и један од ретких официра у војсци који су се уписали у војску као обични војник и били унапређени у генерала и команданта на крају рата. Иако је Форесту недостајало формално војно образовање, имао је дар за стратегију и тактику.
Борећи се на западном бојишту, створио је и успоставио нове доктрине за мобилне снаге, зарадивши надимак Чаробњак у седлу. Те тактике се и данас подучавају на Војној академији Вест Поинт. Био је оптужен за ратне злочине у бици код Форт Пилоуа. У својим послератним мемоарима, председник Конфедерације Џеферсон Дејвис и генерал Роберт Ли су изразили уверење да војска Конфедерације није у потпуности успела да искористи Форестов таленат.
Након рата, Форест је био први изабран за Великог врача (енгл. Grand Wizard) Кју-клукс-клана, тајне организације која заговара супериорност беле расе, против Афроамериканаца, Карпетбагера (Северњака који су преселили на послератни Југ), и Јужњака који су подупирали Унију. Ипак, 1875. године, на свом последњем јавном наступу, Форест је позвао на равноправност и сарадњу свих Американаца, белих и црних. Нејтан се 1845. оженио са Мери Ен Монтгомери (1826-1893). Имали су двоје деце, сина Вилијама (1846-1908) и ћерку Фани (1849-1854). Преминуо је 1877. од дијабетеса.